# Гёнц
Гёнц (венг. Gönc) — город на северо-востоке Венгрии в медье Боршод-Абауй-Земплен. Расположен в семидесяти километрах от столицы медье — города Мишкольца. Население — 2268 человек (2001).

## Население
| Год  | Численность | Численность |
| ---- | ----------- | ----------- |
| 2013 | 2164        | [ 2 ]       |
| 2014 | 2123        | [ 3 ]       |
| 2018 | 1968        | [ 4 ]       |
| 2022 | 1859        | [ 5 ]       |
| 2023 | 1914        | [ 6 ]       |
| 2024 | 1930        | [ 1 ]       |